# Roxton (Quebec)

O Cantão de Roxton (oficialmente Le Canton de Roxton) é uma municipalidade (cantão) do Condado de Acton, na província canadense de Quebec. O Cantão de Roxton circunda a vila de Roxton Falls. O Cantão de Roxton e Roxton Falls são legalmente municipalidades distintas (com autoridades eleitas separadamente), mas a administração de ambos está fisicamente localizada na vila de Roxton Falls.
O Cantão de Roxton possui somente umas poucas centenas de pessoas a menos do que Roxton Falls, mas espalhadas por uma área geográfica muito maior.
A população do Cantão de Roxton era de 1.042 habitantes em fins de 2006.
|                                | Norte: Acton Vale                   | Nordeste: Sainte-Christine |
| Oeste: Saint-Valérin-de-Milton | Roxton Canton circunda Roxton Falls | Leste: Béthanie            |
|                                | Sul: Saint-Joachim-de-Shefford      |                            |